# Комета из антивещества
Кометы из антивещества (и метеориты из антивещества) — гипотетические кометы (метеориты), состоящие только из антивещества, а не из обычного вещества. Хотя такие объекты никогда не наблюдались астрономами и вряд ли могут существовать в пределах Млечного Пути, существуют гипотезы, предполагающие их существование и выводящие из этого возможные объяснения различных природных явлений, наблюдавшихся в течение длительного времени.

## Гипотезы о существовании
Первые гипотезы о кометах из антивещества появились в 1940-х годах, когда физик Владимир Рожанский в своей статье Гипотеза о существовании антиматерии (англ. The Hypothesis of the Existence of Contraterrene Matter) указал на возможность того, что некоторые кометы и метеориты могут состоять из «противоположной земной» материи (то есть антиматерии). Как указал Рожанский, такие объекты (если они вообще существуют), происходят из-за пределов Солнечной системы. Он предположил что если бы в Солнечной системе двигались по орбитам объекты из антивещества, они бы были похожими на кометы, наблюдавшиеся в 1940 году: по мере того, как атомы антивещества реагировали бы с атомами обычного вещества, исходящими от других небесных тел и солнечного ветра, происходило бы образование летучих соединений и изменение химического состава в сторону увеличения количества элементов с более низкой атомной массой. Основываясь на этом, он выдвинул гипотезу, что некоторые объекты, которые считаются кометами, могут на деле состоять из антивещества. Основываясь на законе Стефана-Больцмана, он предположил, что такие объекты можно было бы обнаружить, исследуя их температуру. Состоящее из антивещества тело, подвергающееся обычной для Солнечной системы бомбардировке метеоритами (по данным 1940-х годов) и поглощающее половину энергии, создаваемой при аннигиляции вещества и антивещества, будет иметь температуру 120 K при показателях интенсивности бомбардировки, рассчитанных Уайли, или 1200 K при показателях, рассчитанных Нинингером. В 1970-х, когда наблюдалась комета Когоутека, Рожанский вновь предложил гипотезу о существовании комет из антивещества в письме в журнал Physical Review Letters и предложил провести наблюдения кометы в гамма-диапазоне для проверки этой гипотезы.
В настоящее время существование комет и метеоритов из антивещества признаётся маловероятным, поскольку все крупные тела Солнечной системы состоят из обычного вещества (иначе это было бы давно обнаружено по всплескам гамма-излучения при взаимодействии их с обычным веществом); кроме того, изучение космических лучей показывает, что они также состоят в основном из обычного вещества, вследствие чего имеются основания считать, что не существует подходящего источника для внесолнечных комет, метеоритов или иных крупных объектов, состоящих из антивещества. В целом учёными ставится под сомнение возможность существования большого количества антивещества во вселенной.
В то же время в журналах появляются сообщения о том, что некоторые наблюдаемые астрономические объекты и явления можно было бы объяснить присутствием кометы или метеорита, состоящих из антивещества.

### Список литературы
- Bagnall, Philip M. The Meteorite & tektite collector's handbook: a practical guide to their acquisition, preservation and display (англ.). — Willmann-Bell, 1991. — ISBN 094339631X. — ISBN 9780943396316.
- Beech, Martin. A note on antimatter meteors (англ.) // Earth, Moon, and Planets[англ.] : journal. — 1988. — February (vol. 40, no. 2). — P. 213—216. — ISSN 0167-9295. — doi:10.1007/BF00056024. — Bibcode: 1988EM&P...40..213B.
- Bloom, J. S.; Kulkarni, S. R.; Price, P. A.; Reichart, D.; Galama, T. J.; Schmidt, B. P.; Frail, D. A.; Berger, E.; McCarthy, P. J. Detection of a Supernova Signature Associated with GRB 011121 (англ.) // The Astrophysical Journal : journal. — IOP Publishing, 2002. — 10 June (vol. 572, no. 1). — P. L45. — doi:10.1086/341551. — Bibcode: 2002ApJ...572L..45B. — arXiv:astro-ph/0203391.
- Bullough, Ken. Interactions of antimatter with the atmosphere (англ.) // Journal of Atmospheric and Terrestrial Physics[англ.] : journal. — 1995. — November (vol. 13, no. 57). — P. 1533—1551. — doi:10.1016/0021-9169(94)00135-B.
- Charman, Neil. The enigma of ball lightning (англ.) // New Scientist : magazine. — 1972. — 14 December (vol. 61, no. 880). — P. 632—635. — ISSN 0262-4079.
- Dermer, Charles D. (1996). C. Kouveliotou, M. S. Briggs, & G. J. Fishman (ed.). Gamma-Ray Bursts from Comet-Antimatter Comet Collisions in the Oort Cloud. The Third Huntsville Symposium on Gamma-Ray Bursts, Huntsville AL, USA, October 25–27, 1995. Vol. 384. Woodbury: American Institute of Physics. pp. 744–748. doi:10.1063/1.51650. ISBN 9781563966859. Архивировано 23 февраля 2013. Дата обращения: 5 октября 2018. {{cite conference}}: Неизвестный параметр |isbn10= игнорируется (справка)Википедия:Обслуживание CS1 (множественные имена: editors list) (ссылка)
- Heil, Wilfried (2006). Ed. G. C. Dijkhuis (ed.). Ball Lightning over Berlin. Proceedings Ninth International Symposium on Ball Lightning, ISBL – 06, 16-19 August, 2006, Eindhoven, The Netherlands. {{cite conference}}: Неизвестный параметр |month= игнорируется (справка)
- Are antimatter meteorites optical illusions? (англ.) // New Scientist : magazine. — 1971a. — 25 March (vol. 49, no. 744). — ISSN 0262-4079.
- Is Kohoutek an anti-comet? (англ.) // New Scientist : magazine. — 1974a. — 10 January (vol. 61, no. 880). — ISSN 0262-4079.
- Papaelias, Philip M. “Study of the atom-antiatom annihilation cross section and of the behavior of antimatter meteors in the Earth’s atmosphere” (англ.). — Athens,Greece: Ph. D. Thesis, 1984. — P. 128—130.
- Papaelias, Philip. Velocity-height  relation for antimatter meteors (англ.) // Earth, Moon, and Planets[англ.] : journal. — 1987. — May (vol. 38). — P. 13—20. — ISSN 0167-9295. — doi:10.1007/BF00115933. — Bibcode: 1987EM&P...38...13P.
- Papaelias, P. M.; Apostolakis, A. Mass-height relation for antimatter meteors (англ.) // Earth, Moon, and Planets[англ.] : journal. — 1990. — April (vol. 49). — P. 1—13. — ISSN 0167-9295. — doi:10.1007/BF00053994. — Bibcode: 1990EM&P...49....1P.
- Papaelias, Philip. Momentum loss for antimatter meteors (англ.) // Earth, Moon, and Planets[англ.] : journal. — 1991a. — February (vol. 52). — P. 105—111. — ISSN 0167-9295. — doi:10.1007/BF00054177. — Bibcode: 1991EM&P...52..105P.
- Papaelias, Philip. Energy deposition in antimatter meteors (англ.) // Earth, Moon, and Planets[англ.] : journal. — 1991b. — December (vol. 55). — P. 215—222. — ISSN 0167-9295. — doi:10.1007/BF00054616. — Bibcode: 1991EM&P...55..215P.
- Papaelias, Philip. Annihilation of antimatter meteors (англ.) // Earth, Moon, and Planets[англ.] : journal. — 1993. — January (vol. 60). — P. 41—46. — ISSN 0167-9295. — doi:10.1007/BF00612179. — Bibcode: 1993EM&P...60...41P.
- Papaelias, Philip. Lifetime of antimatter meteors (англ.) // Earth, Moon, and Planets[англ.] : journal. — 1994. — January (vol. 65). — P. 71—77. — ISSN 0167-9295. — doi:10.1007/BF00572200. — Bibcode: 1994EM&P...65...71P.
- Papaelias, Philip M. (2006). Ed. G. C. Dijkhuis (ed.). Does the annihilation of antimatter meteors produce the phenomena of ball lightning?. Proceedings Ninth International Symposium on Ball Lightning, ISBL – 06, 16-19 August, 2006, Eindhoven, The Netherlands. {{cite conference}}: Неизвестный параметр |month= игнорируется (справка)
- Papaelias, Philip M. (2006). Ed. G. C. Dijkhuis (ed.). Photographs of ball lightning support evidence of antimatter. Proceedings Ninth International Symposium on Ball Lightning, ISBL – 06, 16-19 August, 2006, Eindhoven, The Netherlands. {{cite conference}}: Неизвестный параметр |month= игнорируется (справка)
- Papaelias, Philip M. (2006). Ed. G. C. Dijkhuis (ed.). Phenomena of ball lightning in history. Proceedings Ninth International Symposium on Ball Lightning, ISBL – 06, 16-19 August, 2006, Eindhoven, The Netherlands. {{cite conference}}: Неизвестный параметр |month= игнорируется (справка)
- Papaelias, Philip M. (2010). L' Academie d' Athènes et l' Université d' Athènes (ed.). Ball Lightning observations supporting antimatter meteors. Actes du XIX Congrès Cosmos et Philosophie. Athènes,Grèce. pp. 61–65. {{cite conference}}: Неизвестный параметр |month= игнорируется (справка)
- Rojansky, Vladimir[англ.]. The Hypothesis of the Existence of Contraterrene Matter (англ.) // The Astrophysical Journal : journal. — IOP Publishing, 1940. — March (vol. 91). — P. 257—260. — doi:10.1086/144161. — Bibcode: 1940ApJ....91..257R.
- Rojansky, Vladimir[англ.]. Comet Kohoutek and Penetrating Rays (англ.) // Physical Review Letters : journal. — 1973. — December (vol. 31, no. 27). — P. 1591. — doi:10.1103/PhysRevLett.31.1591. — Bibcode: 1973PhRvL..31.1591R.
- Shaw, Herbert R. "Craters, Cosmos, and Chronicles: A New Theory of Earth" (англ.). — Stanford University Press, 1994. — P. 436.
- Steel, Duncan. Planetary science: Tunguska at 100 (англ.) // Nature : journal. — 2008. — 25 June (vol. 453, no. 7199). — P. 1157—1159. — doi:10.1038/4531157a.
- Steigman, Gary. Observational Tests of Antimatter Cosmologies (англ.) // Annual Review of Astronomy and Astrophysics[англ.] : journal. — 1976. — September (vol. 14). — P. 339—372. — doi:10.1146/annurev.aa.14.090176.002011. — Bibcode: 1976ARA&A..14..339S.
- Stenhoff, Mark. Ball lightning: an unsolved problem in atmospheric physics (англ.). — Springer[англ.], 1999. — ISBN 9780306461507.
- Science: Anti-Meteor? (англ.) // Time : magazine. — 1958a. — 5 May. Архивировано 27 августа 2013 года.
- Vand, Vladimir. Astrogeology: The origin of tektites // Advances in Geophysics / H. E. Landsberg. — Academic Press, 1965. — Т. 1–5. — ISBN 9780120188116.

## Рекомендуемая литература

### Исходные публикации различных гипотез
- Khan, Mohammad Abdur Rahman. Contraterrene meteorite impact theory of tektite formation (англ.) // Contrib. Meteorit. Soc. : journal. — 1947. — Vol. 4, no. 35.
- Ashby; David E. T. F.; Whitehead, Colin. Is Ball Lightning caused by Antimatter Meteorites? (англ.) // Nature : journal. — 1971. — 19 March (vol. 230, no. 5290). — P. 180—182. — doi:10.1038/230180a0. — Bibcode: 1971Natur.230..180A.
- Wyatt, Philip J. Possible Existence of Anti-Matter in Bulk (англ.) // Nature : journal. — 1958. — 26 April (vol. 181, no. 4617). — P. 1194. — doi:10.1038/1811194b0. — Bibcode: 1958Natur.181.1194W.
- Cowan, Clyde[англ.]; Atluri, C. R.; Libby, Willard F.[англ.]. Possible Anti-Matter Content of the Tunguska Meteor of 1908 (англ.) // Nature : journal. — 1965. — 29 May (vol. 206, no. 4987). — P. 861—865. — doi:10.1038/206861a0. — Bibcode: 1965Natur.206..861C.

### Другое
- Konstantinov, B. P.; Bredov, M. M.; Belyaevskii, A. I.; Sokolov, I. A. O vozmozhnoǐ antiveshchestvennoǐ priode mikrometeorov // Kosmicheskie Issledovaniya (USSR). — 1966. — January/February (т. 4, № 1). — С. 66—73.
  - English translation: Konstantinov, B. P.; Bredov, M. M.; Belyaevskii, A. I.; Sokolov, I. A. The Possible Antimatter Nature of Micrometeorites (англ.) // Cosmic Research[англ.] : journal. — 1966. — January (vol. 4). — P. 58. — Bibcode: 1966CosRe...4...58K.
- Sofia, Sabatino; van Horn, H. M. (15 октября 1975). The matter-antimatter collision hypothesis for the origin of cosmic gamma-ray bursts. AAS, American Physical Society, and New York Academy of Sciences, Texas Symposium on Relativistic Astrophysics, 7th, Dallas, Tex., Dec. 16–20, 1974. Annals of the New York Academy of Sciences. Vol. 262. pp. 197–208. Bibcode:1975NYASA.262..197S. doi:10.1111/j.1749-6632.1975.tb31432.x.{{cite conference}}:  Википедия:Обслуживание CS1 (дата и год) (ссылка)
- Sofia, Sabatino; Wilson, Robert E. Local gamma ray events as tests of the antimatter theory of gamma ray bursts (Letter to the Editor) (англ.) // Astrophysics and Space Science[англ.] : journal. — 1976. — Vol. 39, no. 1. — P. L7—L11. — doi:10.1007/BF00640527. — Bibcode: 1976Ap&SS..39L...7S.
- Шкловский И. С. Эшелон. М.: Новости, 1991, с. 124—131.